# Segisaurus
Segisaurus („ještěr z kaňonu Tsegi“) byl rod malého teropodního dinosaura z čeledi Coelophysidae, žijící na území současné Arizony v USA v období rané jury (geologické věky pliensbach až toark, asi před 190 až 174 miliony let).

## Historie

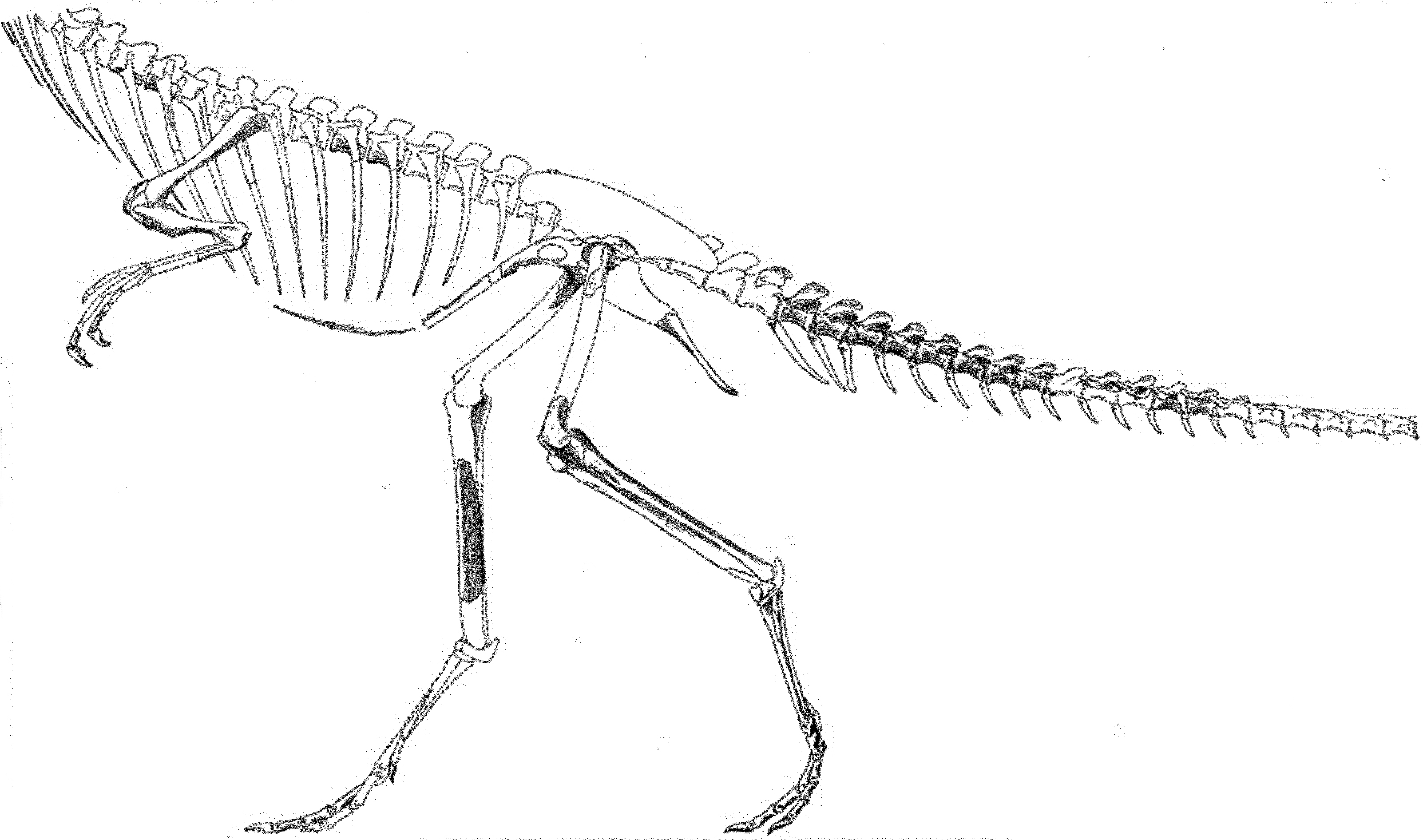
Kostra druhu Segisaurus halli - zastaralá rekonstrukce.

Fosilie tohoto menšího teropoda byly objeveny roku 1933 indiánským pastevcem z kmene Navahů jménem Max Littlesalt v kaňonu zvaném Tsegi. Zkamenělina byla uložena v pískovci geologického souvrství Navaho a žádné jiné fosilie už tu později objeveny nebyly. Na základě tohoto objevu (katalogové označení UCMP 32101) stanovil v roce 1936 nový druh Segisaurus halli paleontolog Charles Lewis Camp.

## Popis
Segisaurus byl malým teropodem, dosahujícím délky kolem 1,5 metru a hmotnosti přibližně 4 až 7 kilogramů. Kost holenní tohoto teropoda měří na délku 160 mm, lopatka pak 93 mm. Podobně jako jeho příbuzní byl i segisaurus velmi štíhlým a lehce stavěným predátorem, lovícím pravděpodobně malé obratlovce.

## Zařazení

Porovnání velikosti segisaura a člověka.

Podle provedené fylogenetické analýzy spadal tento druh do kladu Coelophysoidea a čeledi Coelophysidae. Mezi jeho nejbližší vývojové příbuzné patřil nejspíš evropský rod Procompsognathus.